# 大自流盆地

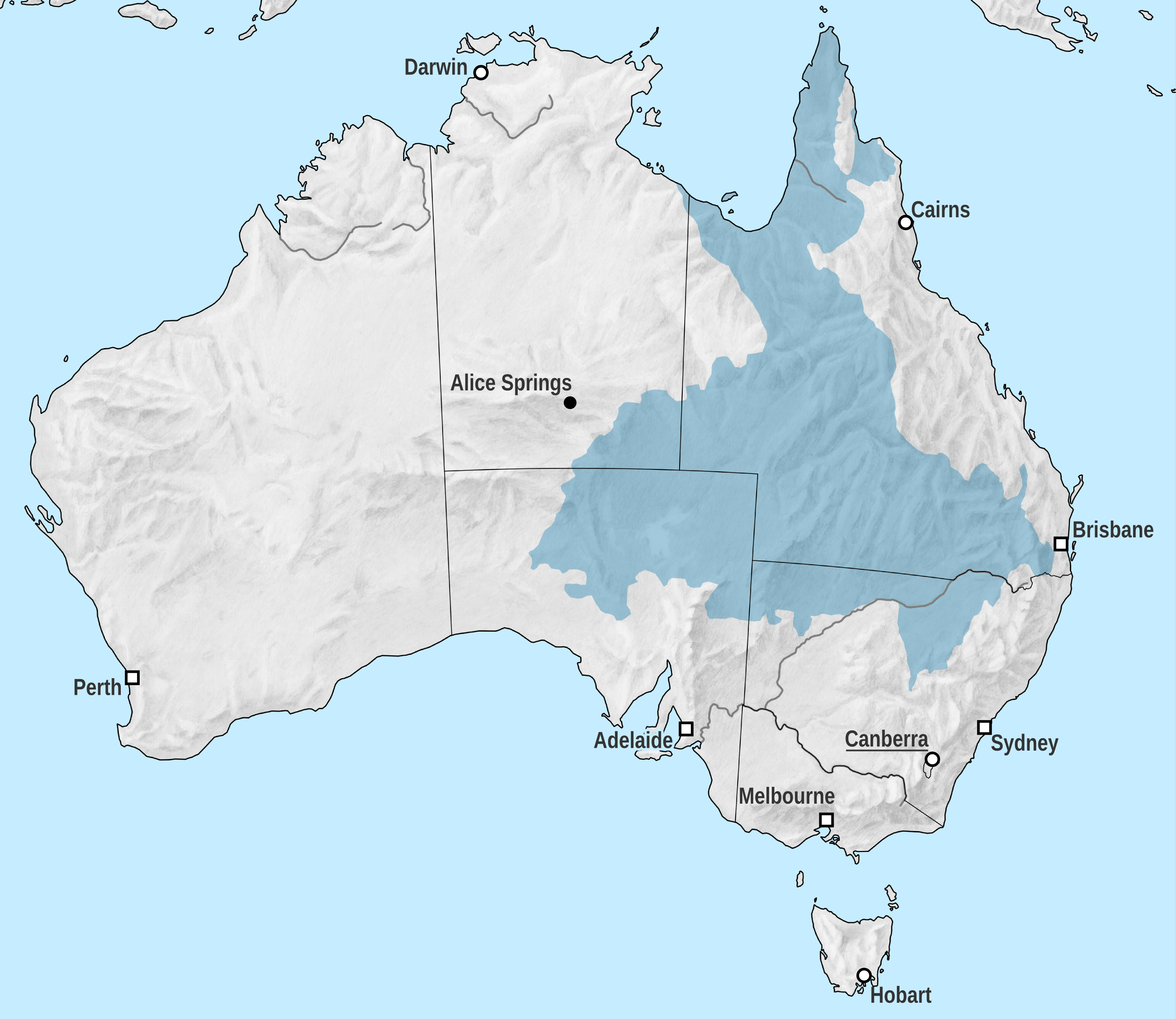
大自流盆地範圍

大自流盆地（英语：Great Artesian Basin）又称澳大利亚大盆地，为世界第三大盆地，位于澳大利亚大陆中部偏东，介于东部高地与西部高原之间。面积约为177万平方公里，中心的艾尔湖为澳洲海拔最低点。东部边缘地势较高，大致以大分水岭西麓为界，西部、北部、南部较低。在澳大利亚岩层上，覆盖着不透水层，东部多雨，形成受水区，地下水流以每年11～16米的速度流向西部少雨地区。承压水透过钻井或天然泉眼等涌出地表，所以自流盆地因此而得名。澳大利亚的畜牧业发展得益于这种得天独厚的地形。